# (8527) Katayama
(8527) Katayama est un astéroïde de la ceinture principale.

## Description
(8527) Katayama est un astéroïde de la ceinture principale. Il fut découvert le 28 septembre 1992 à Kitami par Kin Endate et Kazuro Watanabe. Il présente une orbite caractérisée par un demi-grand axe de 2,26 UA, une excentricité de 0,18 et une inclinaison de 7,4° par rapport à l'écliptique.

## Compléments